# Hemigenia

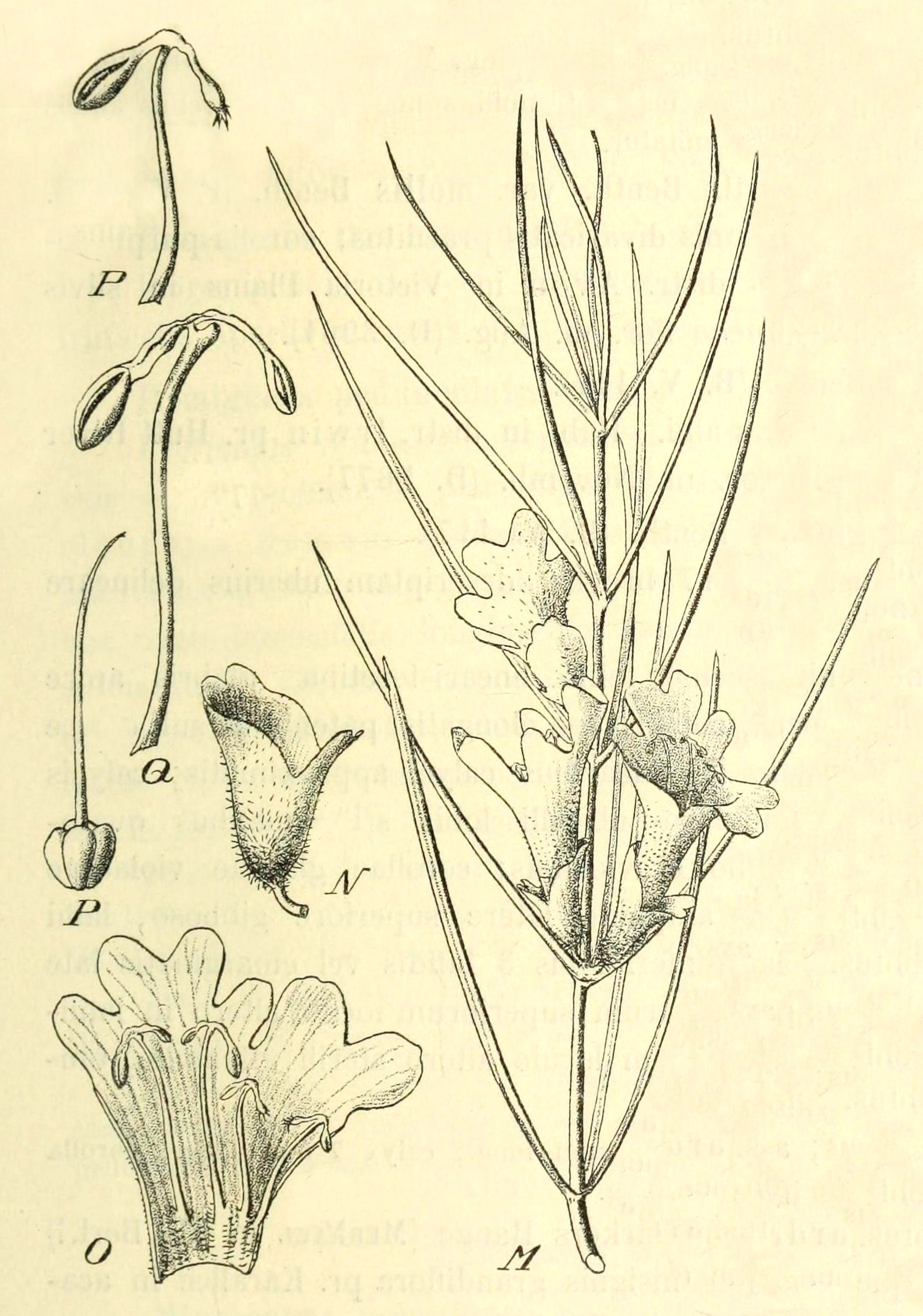
Hemigenia macphersonii - Leyenda: -M: ramita florífera, -N:cáliz, -O: corola abierta, -P: estambre superior, -Q: estambre inferior, -R: gineceo..

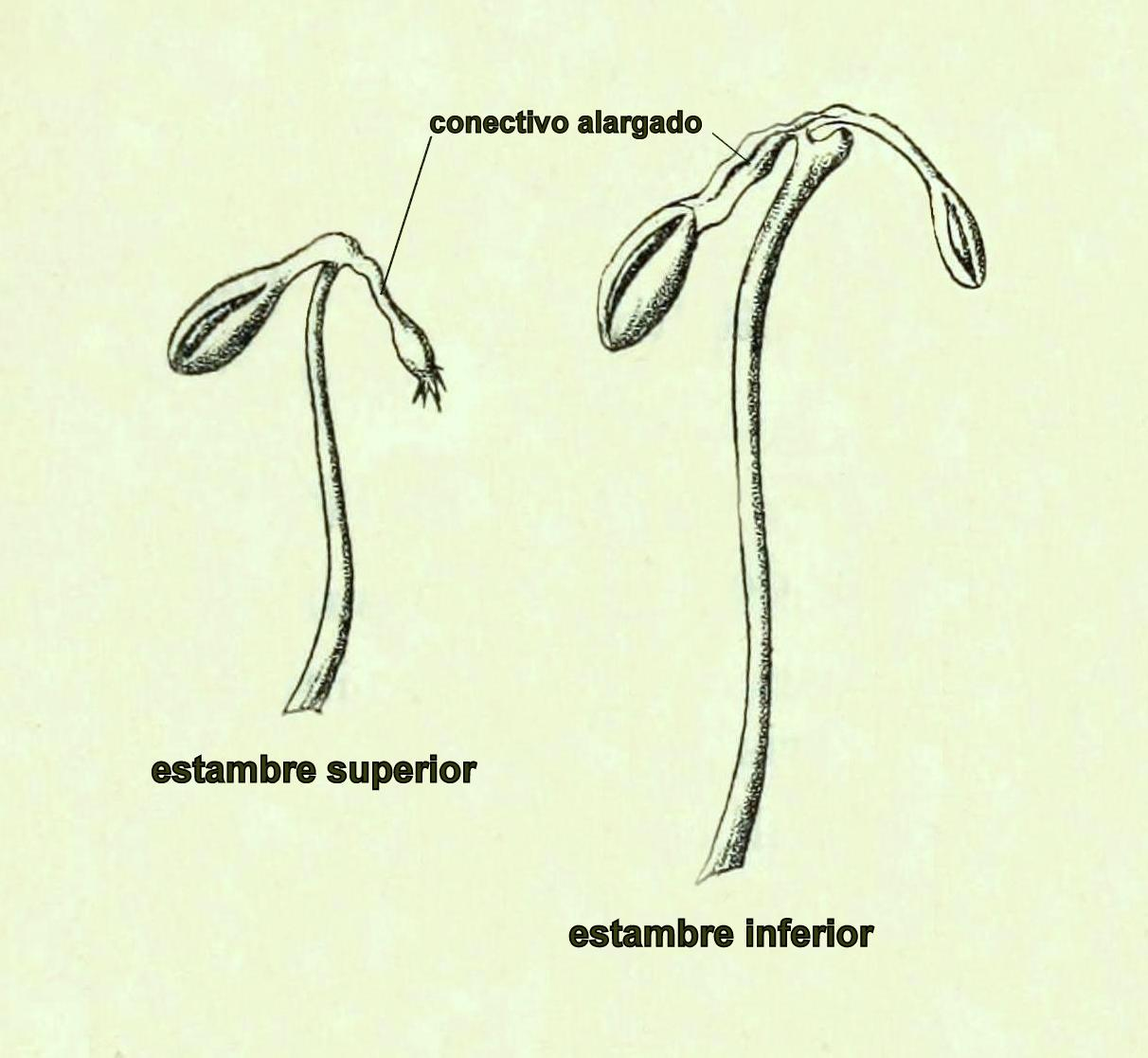
Hemigenia macphersonii - Estambres: detalle.

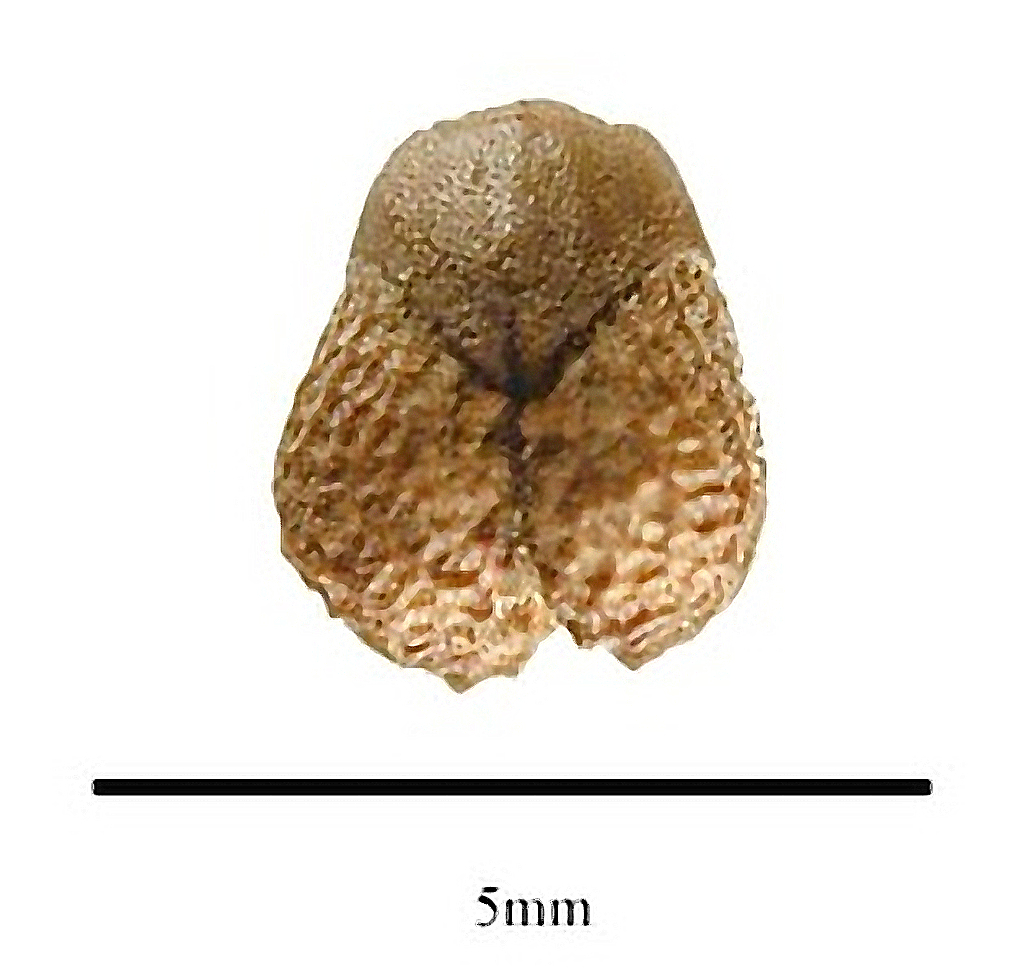
Un ejemplo de fruto esquizoccárpico en tetranúcula, típico del género: Hemigenia incana

Hemigenia es un género de plantas de flores arbustivas o subarbustivas perteneciente a la familia Lamiaceae. Se han descrito unas 70 especies, de las cuales medio centenar son aceptadas. Son todas estrictamente endémicas de Australia, esencialmente del Estado de Australia Occidental.

## Descripción
El género incluye matas subarbustivas o arbustos de hasta 1,5m de altura, no aromáticas o algo aromáticas cuando chafadas, con ramas de sección redondeada, excepto las ramitas distales que son habitualmente de sección cuadrangular. Estas últimas llevan hojas, enteras y sin estípulas,  opuestas y decusadas o en verticilos de 3-4 con inflorescencias   tirsoideas paucihojales -o sea no en la áxila de una hoja, pero en la de una brácteas foliosas o no - cada una de ellas cimosa y generalmente de una o pocas (1-10) flores pequeñas con 2 bracteolas pedicelares opuestas. El cáliz es pentalobulado, más o menos actinomorfo o bilabiado, y la corola, con el tubo de garganta inflada, de color azul, malva o rosado y ocasionalmente blancuzca, es bilabiada, de labio superior, con una marcada concavidad (secciones Atalandra y Hemigenia) o no, profundamente emarginado/bilobulado y recto o patente; mientras el labio inferior, extendido/dilatado, es trilobulado (con el lóbulo central más largo y emarginado/bilobulado). El androceo es complejo, con 4 estambres, todos fértiles, introrsos o extrorsos e implantados en el tubo de la corola: los 2 inferiores de antera bitecada pero con una de las tecas muy reducida, abortada o ausente; los 2 superiores tienen las anteras con una teca funcional y la otra ésteril y con o sin tricomas o barbeladas terminales en los conectivos dilatados. No hay apéndices espoloniformes en la base de dicho conectivo que está muy alargado entre su inserción en el filamento y las tecas, todas móviles. El ovario, glabro o no, es profundamente tetralobulado, con el estilo, cortamente bífido cuando maduro, implantado en una depresíon entre los lóbulos, y deriva en un fruto esquizocárpico variable, glabro o apicalmente peludo , de 4 mericarpos rodeado o no por los lóbulos del cáliz.  

- Nota: Difiere de Hemiandra por las hojas no punzantes, de Prostanthera por los estambres superiores con una sola teca y de Microcorys y Westringia por los estambres inferiores que son fértiles.[5]

## Taxonomía
El género fue descrito por Robert Brown y publicado en Prodromus Florae Novae Hollandiae, p. 502 en 1810. 
La especie tipo es Hemigenia purpurea R. Br. .
Etimología
- Hemigenia: del griego ήμι, medio, mitad y γυναι, semilla, procreación; o sea «medio fértil», por la mitad de las tecas  de las anteras que son ausentes, reducidas o estériles.[6]

## Especies
- Hemigenia appressa G.R.Guerin
- Hemigenia argentea Bartl.
- Hemigenia barbata Bartl.
- Hemigenia benthamii G.R.Guerin
- Hemigenia biddulphiana F.Muell.
- Hemigenia botryphylla G.R.Guerin
- Hemigenia brachyphylla F.Muell.
- Hemigenia bracteosa G.R.Guerin
- Hemigenia buccinata G.R.Guerin
- Hemigenia canescens (Bartl.) Benth.
- Hemigenia ciliata G.R.Guerin
- Hemigenia coccinea C.A.Gardner
- Hemigenia conferta B.J.Conn
- Hemigenia cuneifolia Benth.
- Hemigenia curvifolia F.Muell.
- Hemigenia dielsii (Hemsl.) C.A.Gardner
- Hemigenia diplanthera F.Muell.
- Hemigenia divaricata C.A.Gardner
- Hemigenia drummondii Benth.
- Hemigenia dulcis G.R.Guerin
- Hemigenia exilis S.Moore
- Hemigenia glabrescens Benth.
- Hemigenia humilis Benth.
- Hemigenia incana (Lindl.) Benth.
- Hemigenia loganiacea (F.Muell.) F.Muell.
- Hemigenia macphersonii Diels
- Hemigenia macphersonii Luehm. non Diels
- Hemigenia macrantha F.Muell.
- Hemigenia microphylla Benth.
- Hemigenia obovata F.Muell.
- Hemigenia obtusa Benth.
- Hemigenia pachyphylla G.R.Guerin
- Hemigenia parviflora Bartl.
- Hemigenia pedunculata Diels
- Hemigenia pimelifolia F.Muell.
- Hemigenia platyphylla (Bartl.) Benth.
- Hemigenia podalyrina F.Muell.
- Hemigenia pritzelii S.Moore
- Hemigenia purpurea R.Br.
- Hemigenia ramosissima Benth.
- Hemigenia rigida Benth.
- Hemigenia royceana G.R.Guerin
- Hemigenia saligna Diels
- Hemigenia scabra Benth.
- Hemigenia sericea Benth.
- Hemigenia tenelliflora G.R.Guerin
- Hemigenia teretiuscula F.Muell.
- Hemigenia tomentosa G.R.Guerin
- Hemigenia tysonii F.Muell.
- Hemigenia virescens G.R.Guerin
- Hemigenia viscida S.Moore
- Hemigenia wandooana G.R.Guerin
- Hemigenia westringioides Benth.
- Hemigenia yalgensis G.R.Guerin[2][9]